# 王国維
王 国維（おう こくい）は、清末民初の学者・思想家。近代的な中国学の開拓者（国学大師）の一人。中国文学・中国史学・考古学・美学・哲学など多分野を論じた。甲骨文字研究の開拓者でもあり、羅振玉・董作賓・郭沫若とともに「甲骨四堂」と称される。字は静安または伯隅、号は観堂。

## 生涯
浙江省杭州府海寧州出身。1882年から私塾で学び、1893年に秀才となる。1899年、上海にて変法派の雑誌『時務報』に勤務するとともに、羅振玉の東文学社で外国語と化学・物理学を学び、西洋の学問に触れるようになった。
1901年、日本の東京物理学校（東京理科大学の前身）に留学したが、病のため翌年に帰国した。1903年から通州師範学堂と江蘇師範学堂で哲学・心理学などを講義するようになり、『紅楼夢評論』などの哲学・美学論文を多数発表した。これらは1905年に『静安文集』として出版された。1907年、北京に行き学部図書館編訳・名詞館協修に任命された。この間に『人間詞話』『宋元戯曲考』を著している。1911年、辛亥革命がおこると日本に逃れ、京都帝国大学の中国学者・狩野直喜の世話を受けた。
1916年、帰国して上海の倉聖明智大学の教授となり、『浙江通志』の編纂にも参加している。1917年には『殷周制度論』を著した。1923年、愛新覚羅溥儀に招かれ「南書房行走」に就任した。1925年、清華大学国学研究院教授となり、経学・史学を講義し、漢や魏の石刻文や古代の西北地理やモンゴル史料を研究した。梁啓超・陳寅恪・趙元任とともに清華大学の「四大導師」と称された。
1927年、頤和園の昆明池で入水自殺。理由についてはさまざまな説がある。

## 著書
- 『海寧王静安先生遺書』
- 『紅楼夢評論』
- 『宋元戯曲考』
  - 井波陵一訳注『宋元戯曲考』平凡社東洋文庫 1997年 ISBN 9784582806267
- 『人間詞話』
- 『観堂集林』
- 『古史新証』
- 『曲録』
- 『殷周制度論』
- 『簡牘検署攷』（1912年）
- 『流沙墜簡』（1914年、羅振玉共著）

## 関連文献
- 佐藤武敏『王国維の生涯と学問』風間書房、2003年。ISBN 9784759913989
- 井波陵一『紅楼夢と王国維　二つの星をめぐって』朋友書店、2008年